# Eternity (Kamelot-album)
Eternity är den amerikanska power metal-gruppen Kamelots debutalbum, utgivet 1995 av skivbolaget Noise Records.

## Låtlista
1. "Eternity" – 5:42
2. "Black Tower" – 4:06
3. "Call of the Sea" – 5:15
4. "Proud Nomad" – 4:53
5. "Red Sands" – 4:09
6. "One of the Hunted" – 5:27
7. "Fire Within" – 4:55
8. "Warbird" – 5:23
9. "What About Me" – 4:20
10. "Etude Jongleur" (instrumental) – 0:51
11. "The Gleeman" – 6:23

Text: Richard Warner
Musik: Thomas Youngblood

## Medverkande
Musiker (Kamelot-medlemmar)
- Mark Vanderbilt – sång
- Thomas Youngblood – gitarr
- Glenn Barry – basgitarr
- David Pavlicko – keyboard
- Richard Warner – trummor

Bidragande musiker
- Todd Plant – bakgrundssång
- Leroy Meyers – bakgrundssång
- Howard Helm – keyboard

Produktion
- Jim Morris – producent, ljudtekniker
- Kamelot – producent
- Dave Wehner, Steve Heritage, Jeff MacDonald – assisterande ljudtekniker
- Rachel Youngblood – omslagsdesign, omslagskonst
- Buni Zubaly – foto